# Selektywna eliminacja
Selektywna eliminacja (ang. targeted killing) – użycie śmiercionośnej siły przez podmiot prawa międzynarodowego (państwo, organizację międzynarodową) w sposób zaplanowany i rozmyślny, prowadzące do zabicia określonych osób, niepozbawionych wolności, przez podmiot przeprowadzający selektywną eliminację.
Praktyka stosowana głównie przez siły zbrojne Izraela i Stanów Zjednoczonych, ale także takich państw jak Federacja Rosyjska. Do realizacji tych zadań najczęściej używane są wojska specjalne, bezzałogowe aparaty latające, a także agenci wywiadu. Przykłady selektywnej eliminacji:
- przy użyciu sił specjalnych – zabicie Usamy ibn Ladina w ramach Operacji Trójząb Neptuna przeprowadzona w Pakistanie 2 maja 2011 r.[2],
- przy użyciu bezzałogowego aparatu latającego MQ-1 Predator – zabicie Al-Awlakiego 30 września 2011 w jemeńskiej prowincji Marib,
- przez agenta wywiadu – zamach w Monachium na Stepana Banderę 15 października 1959 wykonany przez agenta KGB Bohdana Staszynskiego[3] albo współcześnie, otrucie Aleksandra Litwinienki w 2006.

Państwa kierują się różnymi, z reguły niejawnymi, kryteriami przy „selekcjonowaniu” celów. Dla przykładu w 2012 w Stanach Zjednoczonych ujawniono przesłanki, którymi kieruje się administracja podejmując decyzję o „wyeliminowaniu” poza granicami państwa obywatela amerykańskiego:
1. obywatel stwarza bliską i nieuchronną groźbę gwałtownego ataku przeciw Stanom Zjednoczonym,
2. jego pojmanie nie jest możliwe przy użyciu dostępnych środków,
3. zabójstwo jest zgodne z prawem międzynarodowym[4].

Po raz pierwszy selektywną eliminację obywatela amerykańskiego zastosowano w przypadku Al-Awlakiego w 2011.

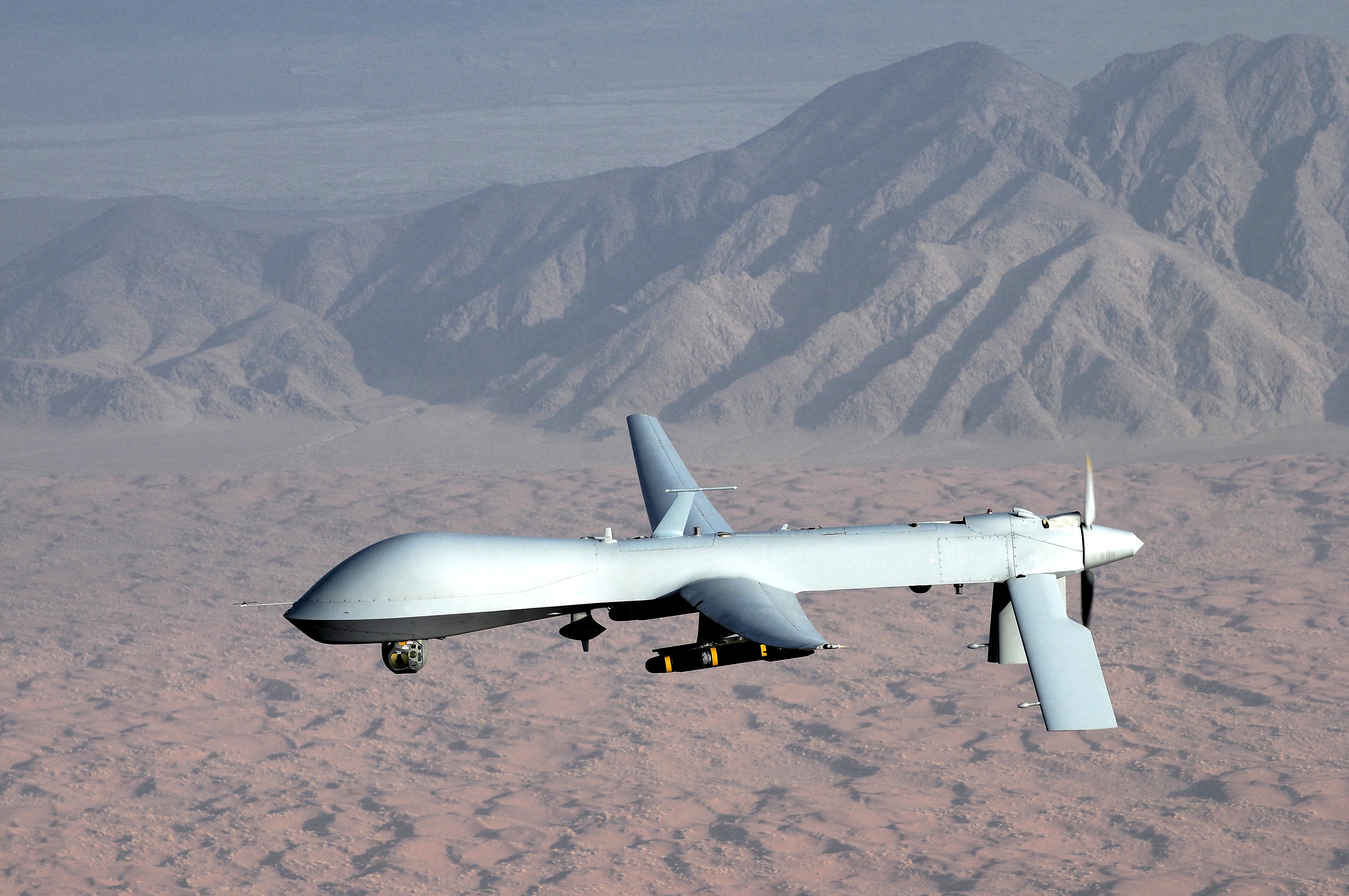
Bezzałogowy bojowy aparat latający używany np. do selektywnej eliminacji przez siły zbrojne Stanów Zjednoczonych